# Aporodes
Aporodes is een geslacht van vlinders van de familie van de grasmotten (Crambidae), uit de onderfamilie van de Odontiinae. De wetenschappelijke naam van dit geslacht is voor het eerst voorgesteld door Achille Guenée in een publicatie uit 1854.

## Soorten
- Aporodes dentifascialis Christoph, 1887
- Aporodes floralis Hübner, 1809
- Aporodes pygmaealis Amsel, 1961